# 福井縣公安委員會
福井縣公安委員會（日语：／ Fukuiken Kō'an-i'inkai */?）是由福井縣知事所轄，負責管理福井縣警察的行政委員會，由3名委員組成。

## 委員
- 委員長
  - 菱川健治
- 委員
  - 野口正人
  - 有馬義一

## 下部組織
- 福井縣警察

## 外部連結
- 福井県公安委員会 （页面存档备份，存于）